# Список памятников природы в Дюссельдорфе
Список природных памятников Дюссельдорфа (нем. Liste der Naturdenkmale in Düsseldorf) содержит все охраняемые законом природные памятники Дюссельдорфа — столицы Северного Рейна-Вестфалии (Германия).
| Памятники природы Дюссельдорфа          | Памятники природы Дюссельдорфа | Памятники природы Дюссельдорфа | Памятники природы Дюссельдорфа | Памятники природы Дюссельдорфа | Памятники природы Дюссельдорфа | Памятники природы Дюссельдорфа              |
| Ботанические                            | Ботанические | Ботанические                   | Ботанические                   | Ботанические                   | Ботанические                   | Ботанические                                |
| Изображение                             | Памятники природы и их краткое описание | Городской район                | Местоположение                 | Состояние                      | Координаты                     | Ссылка                                      |
| --------------------------------------- | --- | ------------------------------ | ------------------------------ | ------------------------------ | ------------------------------ | ------------------------------------------- |
| Медиафайлы на Викискладе                | Тис. Этот прекрасный образец тиса находится посреди живописного дворцового парка Гарат. Могучий и хорошо структурированный ствол распадается на несколько сильных основных ветвей через несколько метров от земли. Более узкие боковые ветви также исходят из ствола. Густая хвоя придает дереву характерный вид. | Гарат                          | Замковый парк                  | Продуцирующее                  | 51°08′23″ с. ш. 6°54′36″ в. д. | Памятник природы тис (Naturdenkmal Eibe)    |
|                                         | Ясень | Лохаузен                       | Усадьба Лёйхтенберг            |                                |                                | Памятник природы ясень (Naturdenkmal Esche) |
|                                         | Каштан съедобный | Калькум                        | Платформа электрички           |                                |                                |                                             |
|                                         | Каштан съедобный | Мёрзенброх                     | Ипподром                       |                                |                                |                                             |
|                                         | Каштан съедобный | Графенберг                     | Рохусклуб                      |                                |                                |                                             |
|                                         | Каштан съедобный | Герресхайм                     | Троцхоф                        |                                |                                |                                             |
|                                         | Каштан съедобный | Гарат                          | Дворцовый парк                 |                                |                                |                                             |
|                                         | Вяз | Ангермунд                      | Калькштрассе                   |                                |                                |                                             |
|                                         | Гинкго | Химмельгайст                   | Дом Микельн                    |                                |                                |                                             |
|                                         | Кедр | Химмельгайст                   | Дом Микельн                    |                                |                                |                                             |
|                                         | Шелковица | Кайзерсверт                    | Барбароссавалль                |                                |                                |                                             |
|                                         | Робиния | Виттлар                        | Ам Вассерверк                  |                                |                                |                                             |
|                                         | Каштан конский | Кайзерсверт                    | Ферер Вег                      |                                |                                |                                             |
|                                         | Каштан конский | Виттлар                        | Ам Вассерверк                  |                                |                                |                                             |
|                                         | Каштан конский | Герресхайм                     | Троцхоф                        |                                |                                |                                             |
| Каштан конский Медиафайлы на Викискладе | Каштан конский (Каштан Химмельгайста) | Химмельгайст                   | Кёльнер Вег                    | Погибший                       |                                |                                             |
|                                         | Летняя липа | Кайзерсверт                    | Ан Ст. Свитберт                |                                |                                |                                             |
|                                         | Летняя липа | Кайзерсверт                    | Бургаллея                      |                                |                                |                                             |
|                                         | Летняя липа | Кайзерсверт                    | Барбароссавалль                |                                |                                |                                             |
|                                         | Летняя липа | Калькум                        | Шлоссаллея                     |                                |                                |                                             |
|                                         | Летняя липа | Хуббельрат                     | Гут Мидлингховен               |                                |                                |                                             |
|                                         | Летняя липа | Урденбах                       | Хаус Бюргель                   |                                |                                |                                             |
|                                         | Бук | Боккум                         | Фрошентайх                     |                                |                                |                                             |
|                                         | Дуб | Ангермунд                      | Билькрат                       |                                |                                |                                             |
|                                         | Дуб | Виттлар                        | Ин дер Лемкуль                 |                                |                                |                                             |
|                                         | Дуб | Ангермунд                      | Рамер Штрассе                  |                                |                                |                                             |
|                                         | Дуб | Калькум                        | Платформа электрички           |                                |                                |                                             |
|                                         | Дуб | Хуббельрат                     | Гут Бруххаузен                 |                                |                                |                                             |
| Бенратский дуб                          | Дуб | Бенрат                         | Паульсмюленштрассе             |                                |                                |                                             |
|                                         | Таксодиум | Ангермунд                      | Замок Хельторф                 |                                |                                |                                             |
|                                         | Боярышник | Калькум                        | Герихтсшрайбервег              |                                |                                |                                             |
|                                         | Зимняя липа | Виттлар                        | Стык Калькштрассе/дорога B8    |                                |                                |                                             |